# هورباخ (زودوستپفالتس)
هورباخ (به آلمانی: Horbach) یک شهر در آلمان است که در زودوستپفالتس واقع شده‌است. هورباخ ۵۸۴ نفر جمعیت دارد.